# تالشی ایرانی

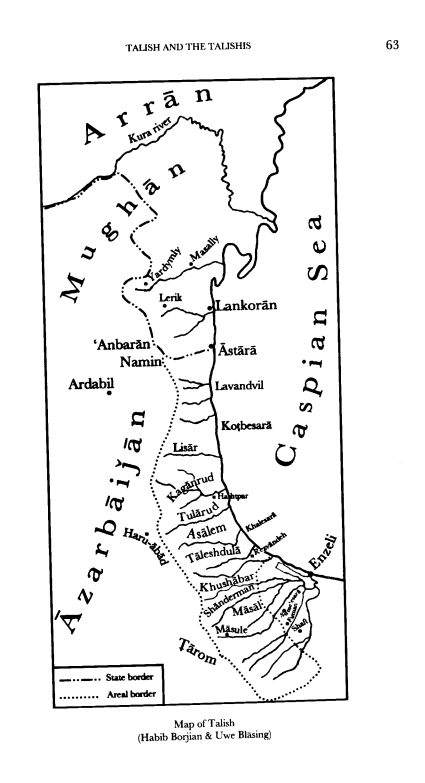
نقشه تالش

تالشی‌ها در ایران بخشی از قوم تالشی هستند که از نظر تاریخی در برخی از مناطق شمالی ایران زندگی می‌کنند. تالشی‌ها در اصل از نوادگان قبایل بومی هستند که به زبانی نزدیک به تالشی امروزی صحبت می‌کردند. ژوزف میخائیلوویچ اورانسکی زمانی بر این باور بود که در داخل ایران طبق برآوردهای تقریبی ۸۰ هزار تالشی وجود دارد. بر اساس منابع دیگر، حدود ۱۰۰ هزار تالشی در ایران زندگی می‌کردند.

## اطلاعات عمومی
در ایران، تالشی‌ها در یک گروه فشرده در جنوب مرز آذربایجان و ایران زندگی می‌کنند. زیستگاه آنها حاشیه غربی آذربایجان شرقی (از شهرستان آستارا در شمال تا خلخال در جنوب) است. ساکنان چهار شهرستان استان گیلان هستند: آستارا، تالش، رضوانشهر و ماسال. در شهرستان آستارا تالشی‌ها عمدتاً روستایی هستند. به ویژه، در سکونتگاه‌هایی مانند وین بین، سیچ، لاواندویل، ویرمونی، چالوند اکثریت را تشکیل می‌دهند. تعداد قابل توجهی از تالش‌ها نیز در شهرستان‌های فومن، صومعه سرا، خلخال، شفت، نمین و تعدادی از روستاهای نزدیک اردبیل زندگی می‌کنند. تالش تا اواسط قرن بیستم با پنج بلوک گرگانرود، اسالم، تالش‌دولاب، شاندرمن و ماسال به‌عنوان یک شهرستان مجزا در استان گیلان محسوب می‌شد. این شهرستان را خمسه تالش یا بلوک پنجگانی تالش نیز می‌نامیدند. مرکز خمسه تالش شهر شفارود در کرانه دریای خزر بود. اما از آنجایی که در حاشیه جنوب شرقی منطقه قرار دارد، مرکز شهرستان به بازار گرگانرود منتقل شد. لازم است ذکر شود که در این زمان بازار هوایگ، لیسار و اسالم نیز مراکز تجاری بودند. اما در سال ۱۹۴۷ سیستم اداری مناطق تالش دستخوش تغییر شد. تالش در سال ۵۶ دارای چهار ناحیه گرگانرود، تالش دولاب، شاندرمن و ماسال بود. مرکز تالش هشتپر بود که بعدها به تالش تغییر نام داد. به گزارش اداره کل دارایی استان گیلان، در سال ۱۳۷۶ تعداد تالش‌های جنوب تالش ۳۲۵۳۴۰ نفر بوده که در ۷ شهر و ۵۷۶ روستا زندگی می‌کنند. با این حال، مانند شمال تالش، آمار رسمی بسیار دور از واقعیت است. در ایران در سرشماری نفوس همان‌طور که می‌دانیم فقط وابستگی مذهبی لحاظ می‌شود. در واقع، تعداد تالش‌ها در ایران ممکن است بسیار بیشتر باشد، آن هم در محدوده یک تا دو میلیون نفر.
در ایران، سرشماری رسمی نفوس، ترکیب قومیتی را در نظر نمی‌گیرد، بنابراین صحبت در مورد تعداد تالش‌ها به شدت دشوار است. بر اساس داده‌های ۳۰ سال پیش (زمانی که تعداد تالش‌ها در ایران ۱۳۰ هزار نفر تعیین شد) و برآورد میانگین رشد جمعیت در این سال‌ها، رقم ۵۵۰ هزار نفر به ما داده شد. تالشی‌ها در شمال غربی استان گیلان زندگی می‌کنند. چشم‌انداز این سرزمین جلگه ای است که از شمال به جنوب به صورت نواری کشیده شده و از شرق به دریای خزر و از غرب به کوه‌های تالش محدود می‌شود. نام کوه‌ها عامل مهمی در تلقی مردمان همسایه این منطقه به عنوان تالشی و تالشی‌ها به عنوان خودکشت شد. علاوه بر این، این کوه‌ها هستند که چشم‌انداز «آنها» برای تالش‌ها هستند. تالشی ایرانی به سه بخش جنوبی، مرکزی و شمالی تقسیم می‌شود که مطابق با تقسیم‌بندی گویشی زبان تالشی است. به استثنای بخش کوچکی از تالش مرکزی، جمعیت در همه جا چند قومیتی است. تالش‌های جنوبی در میان گیلیاک‌ها، پرجمعیت‌ترین مردم گیلان (حدود ۳ میلیون نفر) زندگی می‌کنند. گیلیاک‌ها بر نهادهای حاکمیتی منطقه تسلط دارند.
تالش‌های گیلان اغلب به عنوان دامداران کوهستانی شناخته می‌شوند. این در حالی است که از دیرباز یکی از شاخه‌های مهم اقتصاد برای آنها کشاورزی به ویژه برنج کاری است که نمونه آن منطقه است. مزارع برنج تا کوهپایه‌ها ادامه دارد. به یک هکتار زمین برای کاشت برنج جریب و خود زمین را بیجوره کیلا می‌گویند. هر خانواده به‌طور متوسط دارای زمین‌هایی از نیم جریب تا چندین هکتار است.
در میان تالش‌های استان گیلان، مهاجرت به شهرها به‌طور واضحی مشاهده می‌شود که مرکز اداری استان، شهر رشت، مرکز جذب جریان‌های مهاجرت است. خود خبرچین‌ها موفقیت تالشی‌ها در زمینه‌های غیرکشاورزی را پدیده ای جدید می‌دانند. مهاجرت‌ها عمدتاً ماهیت اقتصادی و طولانی مدت دارند و جوانان در میان مهاجران غالب هستند.
زبان تالش‌های ایرانی با توجه به اطلاعاتی که داریم با زبان تالشی‌های منطقه لنکران تفاوت چندانی ندارد. بدیهی است که تالش‌های ایران از نظر اقتصادی و فرهنگی در سطح پایینی با سایر مردمان این کشور عقب مانده قرار دارند. در ایران، گروه قابل توجهی از اهل سنت را روستاهای منطقه اردبیل شامل: امباران، امینجان، جند، میزران، میناور، کولش می‌باشند. در روستا. سنی‌های پیله‌چای درآمیخته با شیعیان زندگی می‌کنند. در ناحیه شهرستان نمین جمعیت روستایی سنی و در خود نمین شیعه هستند.
در مورد پراکندگی تالشی‌ها و زبان آنها در منطقه کوهستانی هم‌مرز با این ساحل از غرب فقط اطلاعات پرس و جو داریم. سکونتگاه اصلی آنها تولارود و رک است. مرز جنوبی توسط نواحی ماسوله و گسکر تشکیل شده است که قبلاً جمعیت آن گیلکی بوده است. تالشی‌ها نیز در ولسوالی خلخال زندگی می‌کنند و به نام منطقه خلخالیان نامیده می‌شوند. در داخل ایران، اما از قبل در فلات در جهت غرب ناحیه زووند منطقه لنکران، نزدیکتر به اردبیل، تعدادی روستای تالشی نیز وجود دارد: آمباران، کولش، جید، دلیداش، کولتپه، دخول تپه، پیله چای، سریخانلی. جمعیت در آنها صرفاً تالشی است، به استثنای ساریخانی که در آن با ترکی مخلوط شده است. پیله چای یک مرکز منطقه ای مهم با چندین هزار خانه است.